# Max Braun (Leichtathlet)
Max Braun (* 12. März 1883 in Zalosce, Galizien, heute in der Ukraine; † 7. Mai 1967 in Miami, Florida) war ein US-amerikanischer Tauzieher.
Braun stammte aus dem galizischen Zalosce und wanderte im November 1903 nach Pittsburgh (Pennsylvania) aus. Er nahm an den Olympischen Spielen 1904 in St. Louis teil. Als Mitglied des Vereins Southwest Turnverein of St. Louis, dem überwiegend deutschstämmige US-Amerikaner angehörten, war er im Finale des Tauziehen-Wettbewerbs, das gegen den Verein aus Chicago Milwaukee Athletic Club verloren wurde. Braun gewann somit die Silbermedaille.